# Мелания Млада
Мелания или Мелани Млада (на латински: Melania, Melanie; * 383, Рим; † 31 декември 439, Елеонски хълм, Йерусалим, Израел) е християнска светица. 
Съвременница е на римския император Хонорий и на готския военачалник Аларих. Известна е като най-богатата за времето си жена в Рим, но се лишава от притежанията си, в полза на нуждаещите се.

## Биография
Мелания е дъщеря на Валерий Публикола (или Попликола), който има палат в Рим, и на Цейония Албина (отначало езичница), дъщеря на Цейоний Руфий Албин. По бащина линия тя е внучка на Света Мелания Стара и Валерий Максим Василий, който е проконсул на Ахая и префект на Рим (praefectus urbi Romae между 361 и 363 г.). Тя е правнучка по бащина линия на Луций Валерий Максим Василий (консул 327 г.) и втората му съпруга Вулкация.
Тя трябва да се омъжи по настояване на своята фамилия на 13 години за Пиниан, който е на 17. И двете им деца умират малко след раждането си и те решават да живеят във въздържание.
Мелания е много впечатлена от Йероним Блажени, който е секретар на папа Дамас I. С времето тя продава собствеността си и с част от парите купува 8000 роби, които освобождава (както вероятно и повечето от първоначалните си), а друга - подарява на бедните, както и на църкви и манастири. Тя предприема поклоннически пътувания до обителите на Августин Блажени и на Кирил Александрийски в Северна Африка и до манастирите в Египет.
През 417 г. тя отива със съпруга си в Светите земи. След неговата смърт през 431 г. живее като отшелница в една палатка на Елеонския хълм - на това място е основан манастир. Последните си 50 златни монети Мелания Млада дава на епископа на Йерусалим за социални проекти.